# Liste der Bodendenkmäler in Ebrach
Auf dieser Seite sind die Bodendenkmäler in dem oberfränkischen Markt Ebrach zusammengestellt. Diese Tabelle ist eine Teilliste der Liste der Bodendenkmäler in Bayern. Grundlage ist die Bayerische Denkmalliste, die auf Basis des Bayerischen Denkmalschutzgesetzes vom 1. Oktober 1973 erstmals erstellt wurde und seither durch das Bayerische Landesamt für Denkmalpflege geführt wird. Die folgenden Angaben ersetzen nicht die rechtsverbindliche Auskunft der Denkmalschutzbehörde.

## Bodendenkmäler in Ebrach
| Lage       | Objekt                                                                                     | Akten-Nr.     | Bild |
| ---------- | ------------------------------------------------------------------------------------------ | ------------- | ---- |
| (Standort) | Archäologische Befunde des Mittelalters und der frühen Neuzeit                             | D-4-6128-0002 |      |
| (Standort) | Siedlung des hohen und späten Mittelalters, Wüstung des späten Mittelalters.               | D-4-6128-0003 |      |
| (Standort) | Archäologische Befunde                                                                     | D-4-6128-0004 |      |
| (Standort) | Archäologische Befunde des Mittelalters und der frühen Neuzeit im Bereich der Kirche       | D-4-6128-0008 |      |
| (Standort) | Archäologische Befunde des Mittelalters und der frühen Neuzeit im Bereich der Evang.-      | D-4-6128-0009 |      |
| (Standort) | Archäologische Befunde des Mittelalters und der frühen Neuzeit im Bereich der Kath. Kirche | D-4-6128-0013 |      |
| (Standort) | Archäologische Befunde des Mittelalters und der frühen Neuzeit                             | D-4-6129-0002 |      |
| (Standort) | Landwehr des späten Mittelalters und der frühen Neuzeit.                                   | D-4-6129-0003 |      |
| (Standort) | Archäologische Befunde des Mittelalters und der frühen Neuzeit                             | D-4-6129-0037 |      |
| (Standort) | Archäologische Befunde im Bereich des ehem. mittelalterlichen Wasserschlosses              | D-4-6129-0038 |      |
| (Standort) | Archäologische Befunde eines Vorgängerbaus der frühen Neuzeit                              | D-4-6129-0040 |      |